# سنت‌اگزوپری ۲۵۷۸
سیارک ۲۵۷۸ (به انگلیسی: 2578 Saint-Exupery، نامگذاری:1975VW3) دو هزار و پانصد و هفتاد و هشتمین سیارک کشف شده‌است که در ۲ نوامبر ۱۹۷۵ کشف شد.
قدر مطلق سیارک برابر ۱۱٫۴۰ است.